# Iain Laidlaw
Iain Laidlaw (sinh ngày 10 tháng 12 năm 1976) là một cựu cầu thủ bóng đá người Anh thi đấu ở vị trí hậu vệ cho Wimbledon.

## Sự nghiệp
Laidlaw đại diện Wimbledon ở UEFA Intertoto Cup 1995. Ông kí hợp đồng với câu lạc bộ mùa hè đó nhưng bị giải phóng năm 1997 mà không có một trận quốc nội nào.